# Ducati Streetfighter
Unter dem Namen Ducati Streetfighter bietet  der italienische Motorradhersteller Ducati, seit 2009 einige Motorradmodelle an.

## Allgemeines
Unter dem Begriff Streetfighter versteht man umgebaute Superbikes ohne Verkleidung. Kennzeichen dieser Motorradkategorie sind eine starke Motorisierung und ein aggressives Auftreten. 2008 stellte auf der Mailänder Messe EICMA Ducati ein Motorrad unter dem Namen Streetfighter vor, das sich an diesen Zutaten bediente und mit ein auf dem aktuellen Superbikemodell eine Variante ohne Verkleidung anbot. Die Streetfighter der ersten Generation gab es in zwei Variationen: ohne Namenszusatz mit dem 1098 cm³ großen Testastretta-Motor von 2009 bis 2013 und als Streetfighter 848 von 2011 bis 2015. 
Im Jahr 2020 wurde ein neues Modell der Baureihe auf Basis des aktuellen Superbikes Panigale V4 unter dem Namen Streetfighter V4 vorgestellt und dann 2022 durch eine kleinere Version auf Basis der Panigale V2 namens Streetfighter V2 ergänzt.

## Streetfighter
Ducati übernahm für die Streetfighter den Antrieb des ausgelaufenen Topmodells der Marke, der Ducati 1098. Es ist ein wassergekühlter Zweizylinder-V-Motor mit 90° Gabelwinkel (bei Ducati L-Motor genannt). Gegenüber der 1098 leistet die Streetfighter 5 PS weniger, was auf eine geänderte Airbox zurückzuführen ist. Neben dem Verzicht auf Verkleidung unterscheidet sich die Streetfighter von den Superbikes durch eine längere Schwinge und damit längeren Radstand, sowie einen breiteren Lenker. Die Abgase werden rechts neben dem Hinterrad entlassen, das von einer Einarmschwinge geführt wird. Außer dem Standardmodell gibt es noch eine aufgewertete S-Version, die mit besseren Fahrwerkskomponenten, Schmiederädern und Teilen aus kohlenstofffaserverstärktem Kunststoff ausgestattet ist. Mit Erscheinen der Streetfighter 848 war ab 2012 nur noch die Streetfighter S erhältlich, die Basisversion entfiel.

## Streetfighter 848

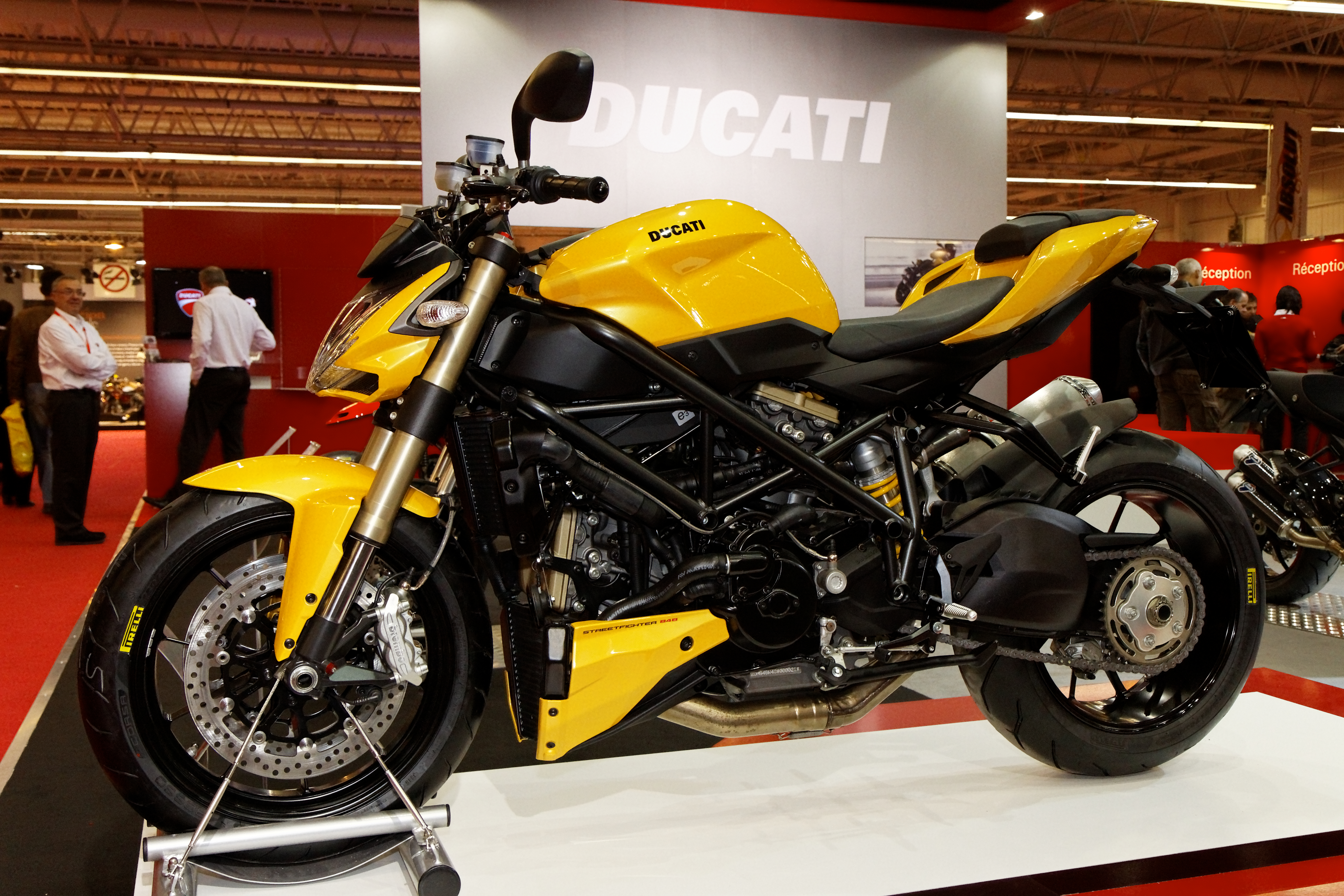
Streetfighter 848

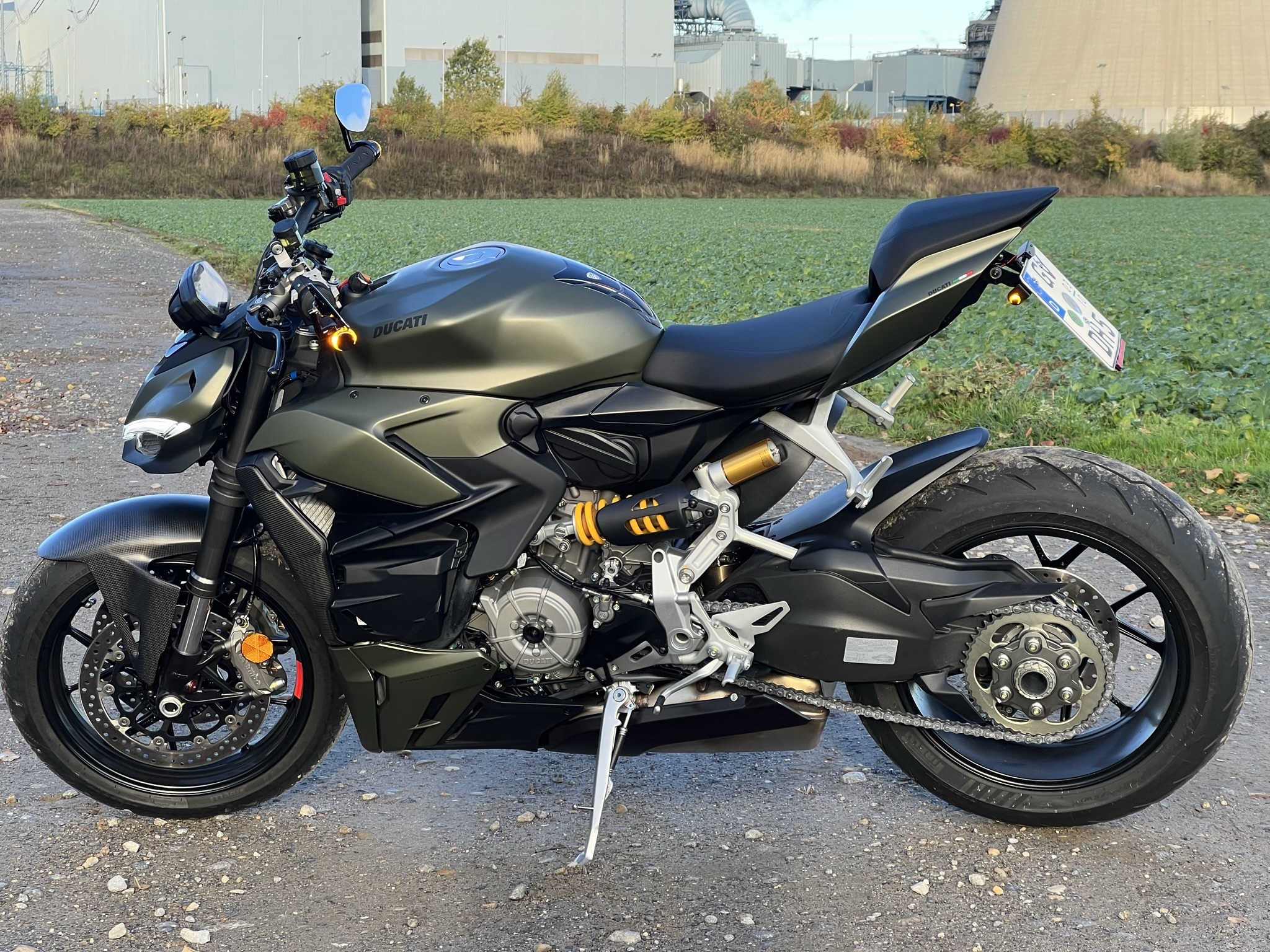
Ducati Streetfighter V2 (2023) in Storm.Green

Nach zwei Jahren wurde die Streetfighter um ein kleineres Modell ergänzt, die Streetfighter 848 mit dem Antrieb der Ducati 848, einen 849 cm³ großen Testastretta-Motor, dessen Ventilüberschneidung von 37° auf 11° verringert wurde um die Fahrbarkeit zu verbessern. Mit einem höheren Lenker, breiteren Fußrasten und einer geänderten Sitzposition wird auf eine Klientel abgezielt, die eine weniger extreme Auslegung als die der großen Streetfighter bevorzugen. Nachdem die Produktion der Streetfighter S bereits 2013 ausgelaufen war, wurde auch die Streetfighter 848 2015 eingestellt.

## Streetfighter V4
Drei Wochen vor der Motorradmesse EICMA 2019 in Mailand präsentierte Ducati eine neue Streetfighter. Genau wie die technische Basis, die Panigale V4 hat sie einen Vierzylindermotor. Der Desmosedici Stradale ist ein 90°-V-Motor mit 1103 cm³ Hubraum, desmodromischer Ventilsteuerung und einer gegenläufigen Kurbelwelle, wie sie im Motorsport üblich ist. Dazu gibt es einen Quickshift-Schaltautomat, eine achtstufige Antriebsschlupfregelung, verschiedene Fahrmodi, Wheelie-Kontrolle und Kurven-Antiblockiersystem. Die S-Version bietet zusätzlich ein semiaktives Fahrwerk mit Öhlins-Komponenten. Eine Besonderheit der Streetfighter V4 sind kleine Zusatzflügel, auch Winglets genannt, an der Verkleidung, die bei Tempo 200 etwa 150 Newton, bei 270 dann 280 Newton Abtrieb generieren sollen.

## Streetfighter V2
Die 2022 erschienene Streetfighter V2 ist ein sportliches Naked Bike abgewandelt von der Panigale V2. Sie verfügt über einen hohen und breiten Lenker. Das Trockengewicht beträgt 178 kg, der Motor ist der Superquadro mit 955 cm³ und 153 PS, der von einem elektronischen Paket der neuesten Generation gesteuert wird. Als optisches Unterscheidungsmerkmal hat die Streetfighter V2 nicht die von der größeren V4 bekannten Winglets, diese können aber an Montagepunkten nachgerüstet werden.

## Technische Daten
| Daten                            | Streetfighter                                                                  | Streetfighter 848                                                              | Streetfighter V4                                                 | Streetfighter V2                                                     |
| -------------------------------- | ------------------------------------------------------------------------------ | ------------------------------------------------------------------------------ | ---------------------------------------------------------------- | -------------------------------------------------------------------- |
| Baujahr                          | 2009–2013                                                                      | 2010–2015                                                                      | seit 2020                                                        | seit 2022                                                            |
| Motorbauart                      | Testastretta: wassergekühlter 90° V2-Motor 4 Ventile pro Zylinder, Desmodromik | Testastretta: wassergekühlter 90° V2-Motor 4 Ventile pro Zylinder, Desmodromik | wassergekühlter 90° V4-Motor 4 Ventile pro Zylinder, Desmodromik | Superquadro L-Zweizylinder-Motor 4 Ventile pro Zylinder, Desmodromik |
| Hubraum                          | 1099 cm³                                                                       | 849 cm³                                                                        | 1103 cm³                                                         | 955 cm³                                                              |
| Bohrung × Hub                    | 104 mm × 64,7 mm                                                               | 94 mm × 61,2 mm                                                                | 81 mm × 53,5 mm                                                  | 100 mm × 60,8 mm                                                     |
| Verdichtungsverhältnis           | 12,5:1                                                                         | 13,2:1                                                                         | 14,0:1                                                           | 12,5:1                                                               |
| Nennleistung                     | 114 kW (155 PS) bei 9.500/min                                                  | 97 kW (132 PS) bei 10.000/min                                                  | 153 kW (208 PS) bei 12.750/min                                   | 112 kW (153 PS) bei 10.750/min                                       |
| max. Drehmoment                  | 115 Nm bei 9.500/min                                                           | 94 Nm bei 9.500/min                                                            | 123 Nm bei 11.500/min                                            | 101 Nm bei 9.000/min                                                 |
| Kupplung                         | hydraulische Mehrscheiben-Trockenkupplung                                      | hydraulische Mehrscheiben-Nasskupplung                                         | hydraulische Mehrscheiben-Nasskupplung                           | hydraulische Mehrscheiben-Nasskupplung                               |
| Getriebe                         | 6-Gang-Getriebe                                                                | 6-Gang-Getriebe                                                                | 6-Gang-Getriebe                                                  | 6-Gang-Getriebe                                                      |
| Radstand                         | 1475 mm                                                                        | 1475 mm                                                                        | 1488 mm                                                          | 1465 mm                                                              |
| Leergewicht Trocken / Fahrbereit | 169 / 199 kg (S: 167 / 197 kg)                                                 | 169 / 199 kg                                                                   | 180 / 201 kg (S: 178 / 199 kg)                                   | 178 / 200 kg                                                         |
| Preis im Erscheinungsjahr        | 14.790 € (S: 18.700 €)                                                         | ca. 12.500 €                                                                   | 19.990 € (S: 22.990 €)                                           | ca. 17.900 €                                                         |